# Міланський собор
Міланський собор (італ. Duomo di Milano [ˈdwɔːmo di miˈlaːno]; ломб. Domm de Milan [ˈdɔm de miˈlãː]) — кафедральний собор в Мілані, що присвячений Різдву святої Діви Марії. Побудований в готичному стилі з білого мармуру.

## Історія
У римську епоху на місці Міланського собору перебував храм, присвячений Мінерві, а за перших християнських часів — церква Санта-Марія Маджоре і церква Санта-Текла. До XVI ст. обидві ці церкви були знесені. Перший камінь у його фундамент був закладений в 1386 році (цю дату вважають найвірогіднішою, оскільки точна дата невідома), а останній — тільки в першій половині XX століття.
Наполеон Бонапарт обрав цей собор для коронації. Пишна церемонія вступу Наполеона на королівський престол Італії відбулася 20 травня 1805 під ажурними склепіннями Дуомо. На честь цієї пам'ятної події була виготовлена статуя Бонапарта, яка прикрашає один зі шпилів собору. 1806 року Наполеон замовив послуги Карло Аматі, італійського архітектора, щоб доопрацювати собор остаточно за проєктом першого зодчого.
З середини 16 століття і до цього моменту церква була частково відкрита для парафіян, в ній відбувалися обряди тільки у виняткових випадках. Останні роботи з реконструкції собору були здійснені в 2003—2009.

## Екстер'єр

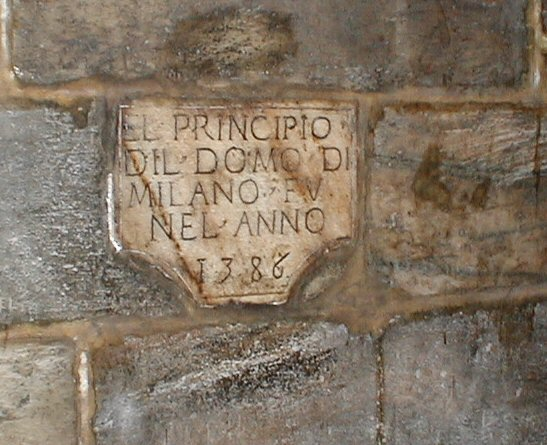
Меморіальна дошка щодо закладення першого каменю у 1386

Є одним з найбільших соборів світу, другим за місткістю готичним собором (після Севільського собору) і другим за місткістю собором в Італії (після собору Святого Петра в Римі). Загальна довжина храму становить 158 метрів, ширина поперечного нефа — 92 м, висота від основи до найвищого шпиля — 106,5 м. Довжина найвищого шпиля становить 4 метри, на ньому знаходиться статуя Мадонни. В цілому собор прикрашають 3400 статуй (серед них можна побачити статуї пророків, святих, мучеників, гаргулій, химер, статую, котру місцеві вважають прототипом статуї Свободи у Нью-Йорку і статую Муссоліні). Дах оформлений як тераса.

## Інтер'єр

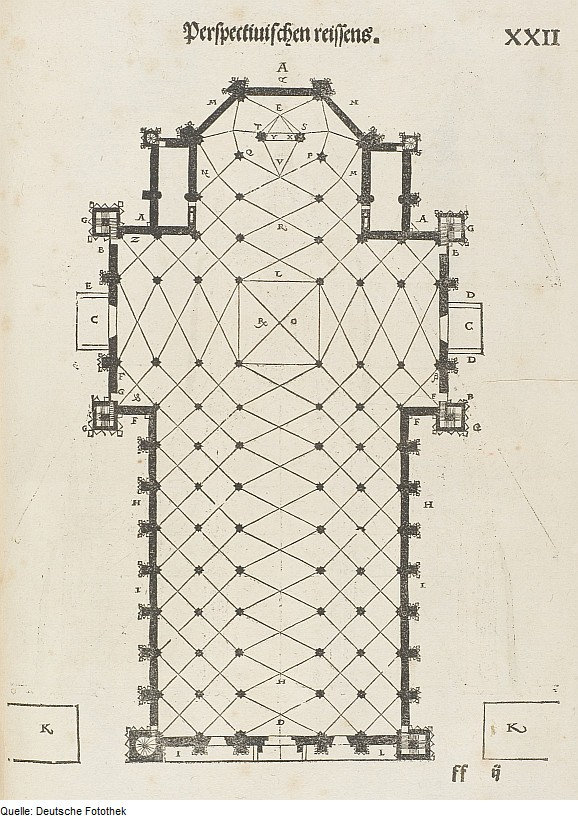
План собору в 16 ст.

У середині собору є велика кількість вітражів. Вівтарний вітраж вважають одним з найбільших у Європі, а найстарішому вітражеві близько 500 років. На стелі над вівтарем зберігається цвях, що, за переказами, знятий зі святого Розп'яття. В правому нефі є поховання святих, що жили в часи будівництва собору, в соборі є також мавзолей Джана Джакомо Медічі. Є там також статуя Святого Варфоломія.
Собор може вміщати до 40 000 прочан.